# Lijst van steden in Odisha
Onderstaande lijst bevat alle steden  in de Indiase deelstaat Odisha.
1. Anandapur
2. Anugul
3. Asika
4. Athagad
5. Athmallik
6. Balagoda (Bolani)
7. Balangir
8. Baleshwar
9. Balimela
10. Balugaon
11. Banapur
12. Bangura
13. Banki
14. Barapali
15. Barbil
16. Bargarh
17. Baripada
18. Basudebpur
19. Baudhgarh
20. Belagachhia
21. Bellaguntha
22. Belpahar
23. Bhadrak
24. Bhanjanagar
25. Bhawanipatna
26. Bhuban
27. Bhubaneswar
28. Binika
29. Biramitrapur
30. Bishama Katak
31. Brahmapur
32. Brajarajnagar
33. Buguda
34. Byasanagar
35. Champua
36. Chandapur
37. Chandili
38. Charibatia
39. Chhatrapur
40. Chikiti
41. Cuttack
42. Dadhapatna
43. Daitari
44. Damanjodi
45. Debagarh
46. Dera Colliery Township
47. Dhamanagar
48. Dhenkanal
49. Digapahandi
50. Dungamal
51. Fertilizer Corporation of India Township
52. G. Udayagiri
53. Ganjam
54. Ghantapada
55. Gopalpur
56. Gudari
57. Gunupur
58. Hatibandha
59. Hinjilicut
60. Jagatsinghapur
61. Jajpur
62. Jaleswar
63. Jatani
64. Jeypur
65. Jharsuguda
66. Jhumpura
67. Joda
68. Junagarh
69. Kamakshyanagar
70. Kantabanji
71. Kantilo
72. Karanjia
73. Kashinagara
74. Kavisurjyanagar
75. Kendrapara
76. Kendujhar
77. Kesinga
78. Khaliapali
79. Khalikote
80. Khandapada
81. Khariar
82. Khariar Road
83. Khatiguda
84. Khordha
85. Kochinda
86. Kodala
87. Konark
88. Koraput
89. Kotpad
90. Lathikata
91. Makundapur
92. Malkangiri
93. Mukhiguda
94. Nabarangapur
95. Nalco
96. Nayagarh
97. Nilagiri
98. Nimapada
99. Nuapatna
100. O.C.L Industrial Township
101. Padmapur
102. Panposh
103. Paradip
104. Parlakhemundi
105. Patnagarh
106. Pattamundai
107. Phulabani
108. Pipili
109. Polasara
110. Pratapsasan
111. Puri
112. Purusottampur
113. Rairangpur
114. Rajagangapur
115. Rambha
116. Raurkela
117. Rayagada
118. Redhakhol
119. Rengali Dam Project Township
120. Sambalpur
121. Sonapur
122. Soro
123. Sunabeda
124. Sundargarh
125. Surada
126. Talcher
127. Talcher Thermal Power Station Township
128. Tarbha
129. Tensa
130. Titlagarh
131. Udala
132. Umarkote